# Erastria lysima
Erastria lysima är en fjärilsart som beskrevs av Louis Beethoven Prout 1926. Erastria lysima ingår i släktet Erastria och familjen mätare. Inga underarter finns listade i Catalogue of Life.